# Cadash
Cadash (カダッシュ?, Kadasshu) è un videogioco arcade di genere action RPG prodotto nel 1990 da Taito. Fu convertito anche per le console PC Engine e Sega Mega Drive. È uno dei pochi videogiochi di ruolo mai prodotti per il mercato dei coin-op.
Oltre a giapponese e inglese esistono versioni del gioco arcade tradotte in italiano, francese, tedesco e spagnolo, anche se con qualche errore e la traduzione è limitata alle finestre descrittive.
L'emulazione dell'originale arcade è inclusa nelle versioni Xbox/PC della raccolta Taito Legends 2 e in Taito Memories Gekan per PlayStation 2, quest'ultimo uscito solo in Giappone.

## Trama
I demoni e gli abomini della natura che risiedono nel regno sotterraneo di Cadash non hanno dimenticato che, migliaia di anni prima, un tempo condividevano la luce con gli umani. Poi ne emerse uno particolarmente potente, un mago demoniaco nato da una donna umana: il Balrog. Il Balrog promise ai suoi seguaci che, col tempo, avrebbero potuto uscire dalla loro prigione sotterranea e governare il mondo degli uomini, vendicandosi degli umani per la loro precedente sconfitta in battaglia e il successivo esilio, se egli avesse potuto mescolare il suo sangue con quello di un re umano.
Il Balrog e i suoi eserciti demoniaci si sono radunati in forze nel corso dei secoli e ora sono abbastanza potenti da emergere in superficie e fare guerra ai regni umani impreparati che non conoscevano la guerra da millenni, tutti rapidamente caduti sotto il suo dominio. Il mondo umano è quasi interamente devastato dal Balrog. Tuttavia, questo non è stato abbastanza per lui, il cui premio è il più potente di tutti i regni umani, il Regno di Dirzir.
Una notte, la bella principessa Salassa viene rapita dal Balrog dalla fortezza di Deerzar, la capitale di Dirzir, e portata sottoterra nel temuto castello di Cadash. Lì il Balrog progetta di dare inizio al rituale che lo legherebbe magicamente alla principessa umana, diventando onnipotente e invincibile. Dilsarl, l'anziano re di Dirzir sconvolto e indifeso, ha giurato di dare il suo intero regno a colui che salverà la sua amata unica figlia, e molti coraggiosi eroi sono scomparsi nelle profondità di Cadash in questa ricerca.

## Modalità di gioco
Cadash è in sostanza un picchiaduro a scorrimento bidimensionale, con visuale di lato e alcuni dislivelli a piattaforme, con semplici elementi da gioco di ruolo: sconfiggere i nemici elargisce punti esperienza che se accumulati a sufficienza permettono al giocatore di salire di livello, migliorando così le sue caratteristiche di forza, agilità e resistenza (e nel caso del mago e della sacerdotessa, permettendo loro di imparare nuovi incantesimi). L'eliminazione dei nemici fornisce anche una certa quantità di denaro, da spendere nei negozi oppure negli alberghi, in cui dormire per ripristinare energia e punti magia.
Il gioco arcade consente di far partecipare fino a quattro giocatori in contemporanea, collegando fra loro due cabinati o utilizzando cabinati con quattro postazioni di gioco. Escludendo questa opzione è comunque possibile giocare fino a due contemporaneamente, caratteristica mantenuta anche nelle conversioni domestiche.
Dato che il gioco originariamente era in formato coin-op, l'interfaccia delle sezioni GDR è molto semplice per permettere al giocatore di fare tutto con soli due pulsanti (salto/attacco): un pulsante è utilizzato per parlare con le varie persone che si incontrano nelle città visitate e per scegliere gli oggetti da acquistare nei negozi, l'altro per interrompere il discorso. Il menu che indica lo status del personaggio appare su schermo solo se si sta immobili per qualche secondo, mentre il menu completo (con statistiche più precise e l'indicazione degli oggetti posseduti in quel momento) appare solo quando si entra in una porta o si attraversa uno dei portali che collegano le varie aree del gioco.
Viene dato un tempo limite (assente nelle versioni casalinghe) entro cui completare le varie missioni. Il tempo si può aumentare in tre modi: entrando in un portale di collegamento (il timer si resetta e riparte dal tempo limite previsto per la nuova area), acquistando un particolare oggetto (clessidra) nei negozi oppure utilizzando un incantesimo che la sacerdotessa impara a un livello avanzato. Lo scadere del timer non provoca la morte istantanea, ma l'apparizione di un nemico indistruttibile e ostinato che causa invariabilmente la sconfitta del giocatore.

## Personaggi
- Guerriero (fighter) – il personaggio fisicamente più forte e resistente, ma anche il più lento e meno agile. Nelle fasi iniziali di gioco si dimostra il personaggio con cui è più facile procedere, grazie alla facilità con cui elimina i nemici e sale di livello, ma più avanti la sua mancanza di agilità e di armi da lancio si dimostrano un handicap. Il guerriero è anche il personaggio più accessoriato, potendo acquistare un buon numero di armature, spade e scudi.
- Mago (mage) – il classico stregone anziano con mantello e bastone magico, è il personaggio con minore resistenza ed è anche discretamente lento, tuttavia possiede un buon numero di incantesimi offensivi, alcuni di essi anche a ricerca, inoltre i suoi punti magia si rigenerano autonomamente. Uno dei bastoni che può acquistare gli permette di lanciare automaticamente il suo incantesimo base (fireball).
- Sacerdotessa (priest) – l'unica donna del gruppo ha tutte le caratteristiche medie, tuttavia possiede diverse caratteristiche che l'avvantaggiano rispetto agli altri. I suoi incantesimi sono tutti curativi o difensivi, più avanti impara anche un incantesimo che le permette di aumentare il tempo a disposizione e inoltre la sua arma, una palla con catena, causa doppio danno ai nemici.
- Ninja – il personaggio più rapido e che salta di più, utilizza solo armi da lancio (shuriken, kunai ecc.) e ha forza e resistenza medie. Impiega molto tempo a salire di livello.

Nella versione per Mega Drive gli unici personaggi presenti sono il guerriero e il mago.